# Metastelma domingense
Metastelma domingense är en oleanderväxtart som beskrevs av Rudolf Schlechter. Metastelma domingense ingår i släktet Metastelma och familjen oleanderväxter. Inga underarter finns listade i Catalogue of Life.